# Alfredo Cucco
Alfredo Cucco (Castelbuono, 26 gennaio 1893 – Palermo, 21 gennaio 1968) è stato un politico e medico italiano.
Cucco è stato deputato del Regno, membro del Gran Consiglio del Fascismo, sottosegretario alla Cultura popolare nella Repubblica Sociale Italiana e deputato della Repubblica, eletto nelle liste del Movimento Sociale Italiano.
Fu uno dei luminari dell'oculistica italiana e docente di Clinica oculistica all'università di Palermo, curando diverse pubblicazioni scientifiche.

## Biografia

### La formazione nazionalista
Nel 1914 Cucco fondò la sezione dell'Associazione Nazionalista Italiana di Castelbuono entrando in contatto con l'intellettuale Giovanni Borgese, fratello del poi celebre scrittore Giuseppe Antonio Borgese.
Sia Borgese che Cucco presero parte alla prima guerra mondiale, Cucco come Tenente medico ritornò a Palermo nel 1918. Essendo Borgese caduto in guerra, Cucco assunse la guida del partito nazionalista di Palermo.
Medico oculista, fu nel 1922 libero docente di Oftalmologia nel 1922 all'università Sapienza di Roma.. Nel 1923 a Palermo divenne direttore del "sanatorio per gli occhi Giuseppe Cirincione", oftalmologo di cui era stato allievo.
Nel 1919 aveva fondato insieme all'avvocato Stefano Rizzone Viola, il settimanale La Fiamma Nazionale di cui divenne direttore e che il 20 novembre 1920 divenne semplicemente La Fiamma. Cucco scrisse articoli principalmente incentrati sulla lotta al bolscevismo e al Partito Socialista Italiano che era "la prima forza brutalmente antinazionale". Alle elezioni politiche italiane del 1919 sia i nazionalisti che i fascisti in Sicilia non presentarono alcuna lista e Cucco spiegò:
(Alfredo Cucco su La Fiamma Nazionale, 16 novembre 1919)
Ciononostante Cucco, pur mantenendosi critico nei confronti di tutti gli esponenti politici riconobbe una certa autorevolezza a Finocchiaro Aprile e Vittorio Emanuele Orlando e Giuseppe Lanza Branciforte che considerava comunque vicini alle istanze nazionaliste. Pertanto dopo la vittoria alle elezioni della sinistra e la recrudescenza delle violenze del biennio rosso Cucco ricercò un'alleanza con il partito di Orlando, che a Palermo era uscito vincitore, in nome della creazione di blocco nazionale. Alle elezioni amministrative di Palermo, nonostante la contrarietà di una parte dei nazionalisti Cucco ottenne che alcuni fossero egualmente inseriti nella lista elettorale di orientamento liberale Unione palermitana del candidato sindaco Giuseppe Lanza di Scalea. I nazionalisti ottennero l'elezione di tre consiglieri comunali. Nel frattempo Cucco strinse alleanza con Pietro Lanza di Scalea, fratello del nuovo sindaco che guidava il Partito Agrario Siciliano.
Il 23 gennaio 1921 Cucco divenne ufficialmente segretario regionale del Partito nazionalista al posto di Stefano Rizzone Viola.
La Fiamma in particolare, con la nascita di un ampio fronte politico che includeva fascisti e nazionalisti, s'impegnò nell'isolare gli elementi trasformisti e mafiosi dalla società che potevano infiltrarvisi.

### L'adesione al fascismo e l'attività politica
Nell'aprile 1923 con la fusione dei nazionalisti con il Partito Nazionale Fascista Cucco divenne federale provinciale della nuova compagine. Fu dal 1924 membro della Direzione nazionale del Partito Nazionale Fascista, e membro del Gran Consiglio del Fascismo. Fu quindi eletto alla Camera dei deputati nel 1924 nel listone fascista battendo lo stesso Vittorio Emanuele Orlando. In occasione proprio delle elezioni politiche del 1924 molti elementi mafiosi approfittarono per infiltrare il PNF o addirittura fondando delle nuove sezioni cittadine e lo stesso Cucco non poté fare nulla per impedirlo. La Lista Nazionale, un cartello elettorale di cui facevano parte il Partito Nazionale Fascista, la ormai sciolta Associazione Nazionalista Italiana e la maggioranza degli esponenti liberali e democratici, in Sicilia aveva ottenuto un clamoroso successo ottenendo circa il 70% dei consensi.
Quindi fu segretario federale del PNF di Palermo dal 1925 al 1927.

#### La lotta alla mafia

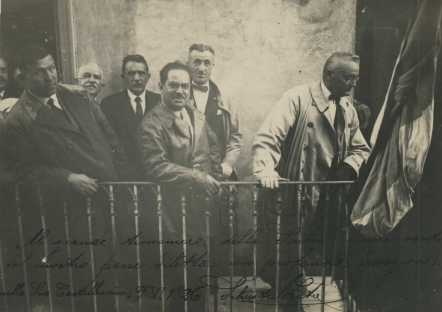
Alfredo Cucco a Castelbuono in Piazza Margherita il 9 giugno 1926 insieme al prefetto Cesare Mori. In questa occasione Mori ricevette la cittadinanza onoraria di Castelbuono

A Roma Cucco si fece propugnatore di un fascismo non violento dato che in Sicilia non "esisteva un bolscevismo da combattere", ma avversario di "tutto un vecchio mondo fatto di politica faziosa e personale, basato su cricche e clientele senza luci di ideali né fede". Dopo numerosi rinvii, nel maggio 1924, vinte le elezioni politiche del 1924 il Presidente del Consiglio Benito Mussolini, si recò in visita in Sicilia nel corso della quale venne per la prima volta a contatto con elementi mafiosi dell'isola e da quel momento decise che non avrebbe tollerato che esistesse uno «stato nello
stato».
(Alfredo Cucco)
Cesare Mori prefetto di Trapani dal 1924 al preciso scopo di combattere la mafia, nell'ottobre 1925 divenne prefetto di Palermo con poteri estesi su tutta la regione.
Il 1º gennaio 1926 iniziò l'assedio di Gangi, città alla quale fu intimata la resa incondizionata. Quando Mori entrò nella cittadina fu accompagnato da Cucco e insieme tennero un comizio nella piazza di Gangi nel corso del quale Cucco proclamò: "Il Governo Nazionale vi libera dalle piovre che vi hanno avvelenato".
Nel frattempo a Roma il segretario nazionale del PNF, Roberto Farinacci, cui Cucco era legato, era stato sostituito con il moderato Augusto Turati e Cucco perse così uno dei suoi principali sostenitori.

#### La stagione dei processi
Presto Cucco entrò in polemica con il prefetto Cesare Mori, inviato da Mussolini in Sicilia per contrastare cosa nostra. Nel suo libro Con la mafia ai ferri corti, pubblicato nel 1932, Cesare Mori ripercorse i passaggi che lo portarono allo scontro con Cucco.
Il 7 agosto 1926 a Mori arrivò un memoriale scritto da Roberto Paternostro, ex leader siciliano del Partito dei combattenti, in cui lanciava numerose e gravi accuse a Cucco. Secondo il memoriale di Paternostro, Cucco era implicato nell'apertura da parte della mafia di una sede a Misilmeri e di essere stato finanziato da Francesco Cuccia, il sindaco mafioso di Piana degli Albanesi.
Allo stesso tempo, Paternostro tentava nel memoriale di proporsi come il difensore della legalità e del fascismo originario, screditando Cucco che veniva descritto come un nittiano che aveva aderito al fascismo solo per convenienza e che sempre era stato sprezzante nei confronti delle squadre d'azione e contrario alla confluenza del partito nazionalista nel Partito Fascista. Molte delle accuse di Paternostro erano evidentemente false. Cucco, infatti, era sempre stato un avversario irriducibile del nittismo e aveva in realtà molto spinto per arrivare alla fusione del Partito Nazionalista con il PNF. Al memoriale Paternostro allegò anche una lettera che a suo dire era copia di una missiva inviata al segretario nazionale Turati, in cui diceva di avere collaborato con il Movimento italiano Impero e Lavoro (MIIL), che era stato sciolto per volere del federale Cucco. In realtà, il MIIL era stato sciolto dallo stesso Mori per aver aspramente criticato le operazioni antimafia e per essere costituito principalmente da pregiudicati. Paternostro ebbe ancora un incontro con degli esponenti del MIIL in cui tentò inutilmente di convincerli a confermare le accuse a Cucco, ma la riunione fu spiata da un agente di polizia che riferì a Mori.
Nel frattempo arrivarono contro Cucco altre accuse che sembrarono almeno in parte confermare le accuse di Paternostro. Da Roma giunse in Sicilia il deputato Ernesto Galeazzi, il quale commissariò nel 1927 la federazione di Palermo con un triumvirato composto da Ugo Parodi di Belsito, Ignazio Paternò di Spedalotto e Concetto Sgarlata. Il 28 novembre 1927 iniziò il primo processo contro Cucco, con l'accusa di "frode militare" per aver permesso l'esonero militare a due giovani. Fin dall'inizio del processo fra i testimoni dell'accusa emersero varie contraddizioni. Al termine del processo l'accusa chiese la condanna di Cucco, mentre la difesa, senza aver consultato Cucco, chiese l'assoluzione per insufficienza di prove. Il 3 dicembre Cucco fu assolto per insufficienza di prove. Seguì il processo d'appello e il 6 maggio 1928 Cucco fu assolto con formula piena, inoltre la corte riconobbe la malafede degli accusatori.
Sulla scorta delle accuse mossegli, nel 1927 Cucco fu espulso dal PNF "per indegnità morale" e sottoposto a processo con l'accusa di aver ricevuto denaro e favori dalla mafia. Secondo il castello accusatorio, Cucco sarebbe stato vicino alla famiglia mafiosa Termini di San Giuseppe Jato, i quali, arrestati per numerosi reati, sarebbero stati difesi da Cucco. Sempre secondo l'accusa i Termini avrebbero ripagato l'aiuto con grossi finanziamenti economici. Un rapporto simile avrebbe legato Cucco anche al sindaco di Piana dei Greci Francesco Cuccia.
Il 28 novembre 1927 l'autorità giudiziaria presentò contro Cucco ventisette capi d'accusa e la Camera dei deputati diede l'autorizzazione a procedere.
La vicenda giudiziaria si concluse il 9 aprile 1931, quando la Procura in corte d'Assise chiese il proscioglimento da tutte le accuse "perché i fatti non sussistono". Il 3 giugno Cucco ottenne l'assoluzione con formula piena.
In quegli anni Cucco si dedicò esclusivamente alla professione medica.

Cucco, a destra, nel 1944 a Venezia, con il ministro Ferdinando Mezzasoma e il Plenipotenziario del Reich nella RSI Rudolf Rahn

### La riabilitazione nel PNF
Rientrò nel partito solo nel 1937 e nel 1939 tornò a Montecitorio, come consigliere nazionale della Camera dei Fasci e delle Corporazioni.
Nell'aprile del 1943 Mussolini lo nominò vicesegretario nazionale del PNF. Quindi aderì alla Repubblica Sociale Italiana, dove fu membro della direzione del Partito Fascista Repubblicano e commissario dell'Opera nazionale del dopolavoro e dal febbraio 1944 fu nominato Sottosegretario al ministero della Cultura popolare.

### Deputato nel dopoguerra
Arrestato alla fine della guerra, fu processato dalla corte d'assise di Venezia e prosciolto nel gennaio 1947. Nel dicembre 1946 fu uno dei fondatori a Roma del Movimento Sociale Italiano e dal 1948 segretario regionale. Fu anche docente incaricato dal 1949 di Demografia generale e comparata, sempre all'Università di Palermo.
Nel 1953 venne eletto alla Camera dei deputati nel collegio di Palermo per il MSI, rieletto ininterrottamente nella III (1958) e IV legislatura (1963). Di fatto quasi interruppe l'attività parlamentare per un ictus che lo colpì negli ultimi mesi del 1963 e lo portò alla morte nel 1968. Si batté in parlamento per l'istituzione nel 1958 del Ministero della Sanità.
Fu il primo firmatario della proposta di legge per il conferimento della medaglia d'oro al valor militare alla città di Palermo (legge 5 marzo 1963, n. 268).

## Opere
- Profilassi visiva, Ciuni, 1938
- Nuovi orientamenti biodemografici, Palumbo, 1942
- Amplexus interruptus: effetti deleteri alla salute con particolare riguardo all'organo della vista, Bocca editore, 1942
- Destino dei popoli, Mondadori, 1944
- I popoli in conflitto alla luce della biologia, Edizioni popolari, 1944
- Non volevamo perdere, Cappelli Editore, Bologna, 1950
- Appunti di Demografia, Pezzino, Palermo, 1950
- Il fumo e la salute: divulgazione scientifica, Pezzino, Palermo, 1960